# Yllenus gregoryi
Yllenus gregoryi là một loài nhện trong họ Salticidae.
Loài này thuộc chi Yllenus. Yllenus gregoryi được Logunov miêu tả năm 2010.